# Piero Marini
Pour les articles homonymes, voir Marini.
Monseigneur Piero Marini (né le 13 décembre 1942 à Valverde, dans la province de Pavie, en Lombardie) est un archevêque de la curie romaine.

## Biographie
Ordonné prêtre pour le diocèse de Rome en 1965, Piero Marini est le secrétaire de Mgr Annibale Bugnini, maître d'œuvre de la réforme liturgique de 1970.
Il occupe à partir du pontificat de Jean-Paul II les fonctions de cérémoniaire (1983) puis de Maître des célébrations liturgiques (1987) du Saint Père. Il est ordonné évêque le 14 février 1998, nommé titulaire du diocèse de Martirano (it). En 2003, il est élevé au rang d'archevêque.
Dans ses fonctions de cérémoniaire, il a été très critiqué par le courant traditionaliste pour des choix allant parfois en rupture avec une tradition immémoriale,,.
Conscient des critiques qui le visaient, mal en cour auprès de Benoît XVI, il avait néanmoins refusé plusieurs propositions de nomination à des évêchés ces dernières années. Démis de ses fonctions le 1er octobre 2007 par la nomination de Guido Marini au poste qu'il occupait jusqu'alors, il quittera ses fonctions de cérémoniaire le 21 octobre 2007 et deviendra président des « congrès eucharistiques internationaux ».
Le 1er octobre, dans une lettre d'adieux et de remerciements en anglais diffusée sur le site du Saint-Siège (inhabituelle à la Curie en de telles circonstances), il évoque la confiance dont il a fait l'objet de la part des deux papes qu'il a servis. Il remercie particulièrement Jean-Paul II qui a su lui faire confiance, "bien que n'étant pas un expert liturgique au sens technique du terme", et Benoît XVI en qui il reconnait "un professeur et un expert en liturgie", en se souvenant en particulier de l'émotion ressentie à l'occasion de l'inauguration de son ministère pétrinien. Il remercie également Benoît XVI pour la nouvelle charge qui lui est confiée, en indiquant qu'elle lui permet de rester impliqué dans le domaine liturgique.
Le 1er septembre 2015, le pape François le nomme président de la commission spéciale pour la liturgie pour la Congrégation pour les Églises orientales.